# Opatija Santa Maria di Grottaferrata
Opatija Santa Maria di Grottaferrata je italijansko-grška ozemeljska opatija v Rimskokatoliški cerkvi. Samostan se nahaja v hribovju Alban, 20 kilometrov južno od Rima v mestu Grottaferrata, blizu Frascatija, med hribi Tusculuma, Rocca di Papa in Castel Gandolfo.

## Zgodovina
Samostan je bil ustanovljen leta 1004, torej pred razkolom zahodno-vzhodne cerkve v 11. stoletju. Ustanovitelj in prvi opat je bil Sveti Nil Rossano, Grk, takrat še vedno pod vladavino bizantinskega cesarstva Kalabrije. Ker je Nil umrl kmalu po ustanovitvi, je delo nadaljeval Jernej (San Bartolomeo il Giovane (Rossano, 981 – Grottaferrata, 1055), ki je tudi prišel iz Rossana. Na mestu samostana so našli ogromne ruševine rimske vile in med ruševinami je stala nizka zgradba - opus quadratum, ki je v času rimske republike že bila uporabljena kot kripta in je bila spremenjena v krščansko kapelo v 5. stoletju. Na oknih je imela železne palice, kar je razlog, zakaj je bilo mesto imenovano Crypta Ferrata (kasneje Grottaferrata - z železom okovana kripta). 
Nil in njegovi tovariši so živeli po načinu vzhodnih krščanskih menihov. Meniški red (Typicon) je v Grottaferrati določil leta 1299/1300 opat Biagio II. Menihi so izvajali liturgijo bizantinskega obreda v skladu z običaji samostana Stoudios v Konstantinoplu in patrona iz Rossana. Po razdelitvi cerkve je samostan ostal podrejen papežu v Rimu in preživel do 14. stoletja pomembno romanizacijo v bogoslužju in samostanskih življenjskih oblik. Pod papežem Leonom XIII. je potekala leta 1881, kar je bilo bistveno pri ciljih cerkvene politike ("Unija" z vzhodno Cerkvijo), temeljna reformo z mešanjem lastne tradicije in sodobne grške Consuetudines, tudi vgradnja umetnosti ikonostasa v baročno zasnovano notranjost samostanske cerkve. Od leta 1994 si je samostanska skupnost prizadevala za obnovitev čaščenja v skladu z italijansko-grško tradicijo, s poudarkom na njihovi neodvisnosti od italijansko-albanske škofije v južni Italiji. To je kraj srečanja med latinskim zahodom in grško pravoslavno cerkvijo na vzhodu.
Teritorialno je opatija Santa Maria di Grottaferrata povezana z grško italijansko-albansko eparhijo Piana degli Albanesi in Lungro v konferenčno združenje. Leta 2004 je, od njihove druge sinode dalje, pristojnost nad tremi okrožji pripadla baziliki Grottaferrata; prva sinoda je bila leta 1940 na isti lokaciji. 
V preddverju opatijske cerkve je srednjeveški krstni kamen, s podobo golega človeka, ki skače v vodo in spominja na slavnega potapljača iz Paestuma - ali ribiča, kot je oblikovan v talnem mozaiku v baziliki v Ogleju. Oba znana originala sta bila uničena v srednjem veku, vendar mora imeti motiv krstilnice še druge vzornike.

## Cerkev

### Zunanjost
Zunanjost cerkve je bila obnovljena v dvajsetem stoletju. Osnova iz devetnajstega stoletja je neo-gotska in popolnoma dopolnjuje izvirno zgradbo cerkve iz leta 1004. Fasada ima veliko  okno rozeto in lepo arabsko dekoracijo. V narteksu, ki sloni na štirih kamnitih stebrih in dveh opečnih stebrih, so vrata, ki vodijo v preddverje in mozaik, ki prikazuje Sveto Marijo, Mati božjo. Zraven cerkve je zvonik.

### Notranjost
Notranjost je v baročnem slogu in ohranja izvirno strukturo s tremi ladjami in preddverjem, globoko apsido z ikonostasom in svetišče. Preddverje, kjer je krstilnica, je fino izrezljan portal za dostop v mračno cerkveno ladjo, osvetljeno samo od velikega rozeta okna na fasadi. Vzdolž južnega hodnika je odprtina Grotta Ferrata in kappela Farnese. Slednja je baročna in je okrašena z drobnimi freskami z zgodbami sv. Nila, delo  Domenichina, datirano okoli 1610-1608. V apsidi je veličasten baročni ikonostas, delo Gian Lorenzo Berninija, ki vsebuje ikono Marija z detetom. Za mogočnim ikonostasom leži "svetišče", kjer je oltar, na katerem je baldahin gotskega slikarstva. Cerkev izvaja katoliško-grški obred v grškem jeziku. 
Ob cerkvi je masivna stavba samostana, ki ima na obeh straneh dvorišča kolonade. 

## Knjižnica
V notranjosti je ena izmed najbolj dobro založenih knjižnic z besedili v stari grščini in latinščini na svetu, z več tisoč enotami neprecenljive vrednosti. Nile Rossano je bil nadarjen kaligraf. Prav tako je izvor sistema kratic (stenografija) in kaligrafijo, znana kot šola poimenovana po sv. Nilu. Tri izvirne rokopise sv. Nila še hranijo v samostanu. Nil je svoje menihe naučil te umetnosti. Do poznega trinajstega stoletja so bili menihi sv. Nila predvsem pisarji. Pisali in kopirali so liturgična in druga besedila. Leta 1873 je bila knjižnico zasegla nova italijanska vlada, vendar so knjige še vedno deponirane v opatiji. Danes ima opatija še 1098 rokopisov v grščini in latinščini, sto inkunabul in okoli 50.000 starih tiskanih knjig. Knjižnica samostanske skupnosti ima še posebej 20.000 enot. 

## Opati iz Santa Maria di Grottaferrata
- Nil iz Rossano
- Jernej iz Grottaferrate
- Giovanni Capogallo, 1379 bis 1386
- Basilius Bessarion, 1463-1472, (poročevalec)
- Julius II., 1472 bis
- Arsenio Pellegrini
- Giuseppe Cozza-Luzi († 1905)
- Isidoro Croce, 1937 bis 1960
- Teodoro Minisci, 1960 bis 1972
- Paolo Giannini, 1972 bis 1992
- Marco Petta, 1992 bis 2000
- Emiliano Fabbricatore, 2000 bis 2013
  - Marcello Semeraro 2013 (apostolski administrator]])
- Michel Van Parys seit 2013